# Sigurd Thorén
Carl Sigurd Thorén, född 18 februari 1910 i Vallsjö församling, Jönköpings län, död 15 november 1995 i Hova församling i dåvarande Skaraborgs län, var en svensk läkare.
Thorén blev medicine licentiat 1937, medicine doktor och docent i obstetrik och gynekologi vid Karolinska institutet 1948 på avhandlingen Om den perinatala dödlighetens förändringar i Sverige under de senaste decennierna: En statistisk undersökning. Han var underläkare i Stockholm, Jönköping och Malmö 1937–48, extra överläkare på Sabbatsbergs sjukhus och föreståndare för Stockholms stads rådgivningsbyrå i sexualfrågor 1948–49, föredragande i mödravårdsärenden vid Medicinalstyrelsen 1948–49 och överläkare vid kvinnokliniken på Falu lasarett 1949–74. Han var ordförande i Sveriges gynekologförbund 1959–63, sekreterare i Dalarnas läkarförening 1951–57, sakkunnig i familjerådgivningskommittén 1955–57 och landstingsman 1963–66. Han författade skrifter i obstetrik och gynekologi.